# Edith Clever
Edith Clever (Wuppertal, 13 de dezembro de 1940) é uma atriz e diretora alemã. Ganhou reconhecimento pela primeira vez como atriz em 1976 com seu papel-título na adaptação de A Marquesa d'O de Eric Rohmer. A sua participação no filme Parsifal (1982) de Hans-Jürgen Syberberg levou-a uma estreita relação artística com o cineasta.

## Filmografia
- 1976: Sommergäste
- 1976: Die Marquise von O.
- 1978: Die linkshändige Frau
- 1979: Mädchenjahre (L'Adolescente)
- 1979: Trilogie des Wiedersehens
- 1980: Groß und Klein
- 1982: Parsifal
- 1985: Die Nacht
- 1986: Drei Schwestern
- 1987: Penthesilea
- 1987: Fräulein Else
- 1990: Die Marquise von O. 'vom Süden in den Norden verlegt
- 1994: Ein  Traum, was sonst